# Schweidnitzer Straße (Breslau)

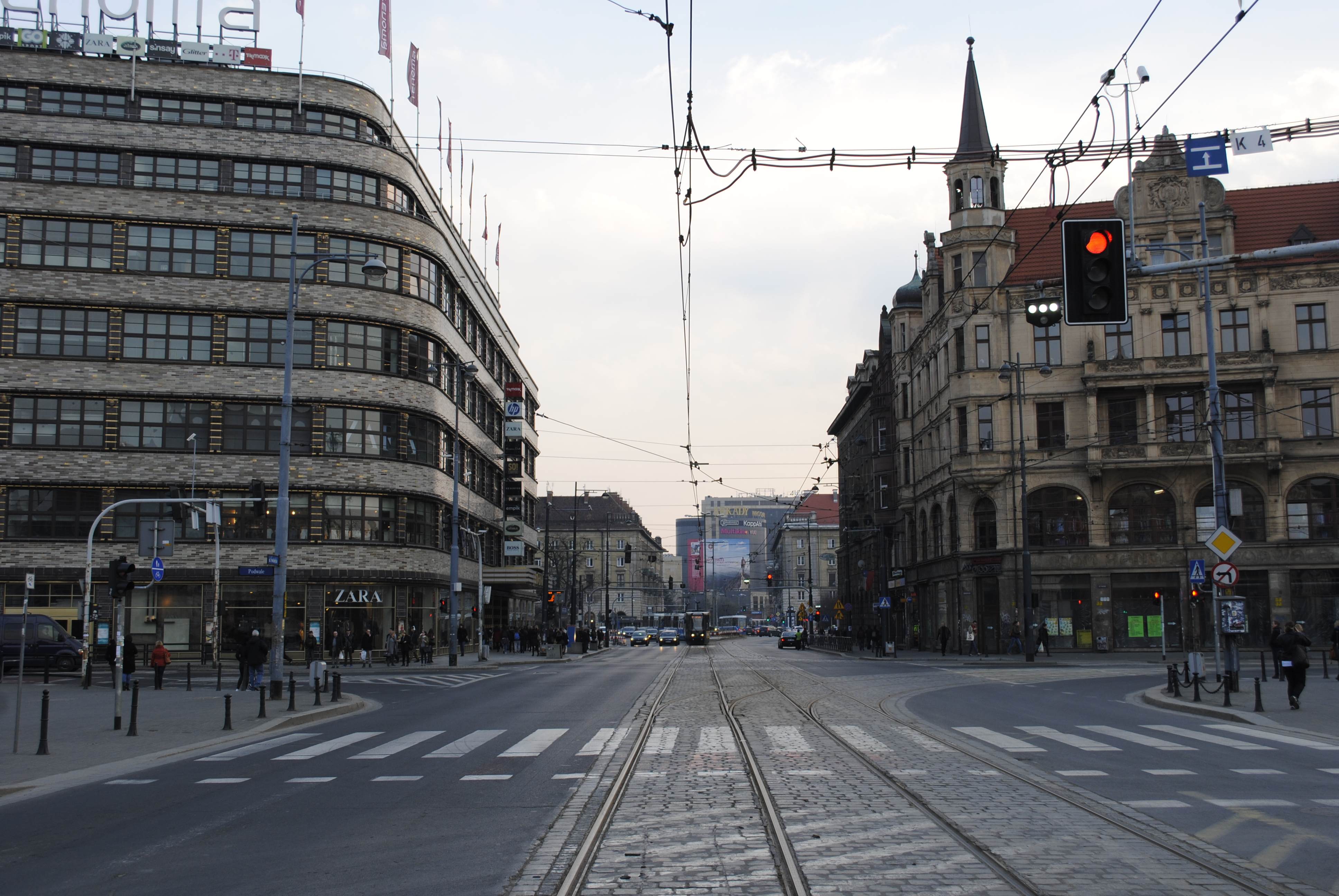
Blick in die Schweidnitzer Straße mit Straßenbahn in Richtung Süden

Die Schweidnitzer Straße (polnisch: ulica Świdnicka, breslauisch: Schwo) ist eine der Hauptstraßen von Breslau, die von der südöstlichen Ecke des Großen Ringes nach Süden führt.

## Geschichte

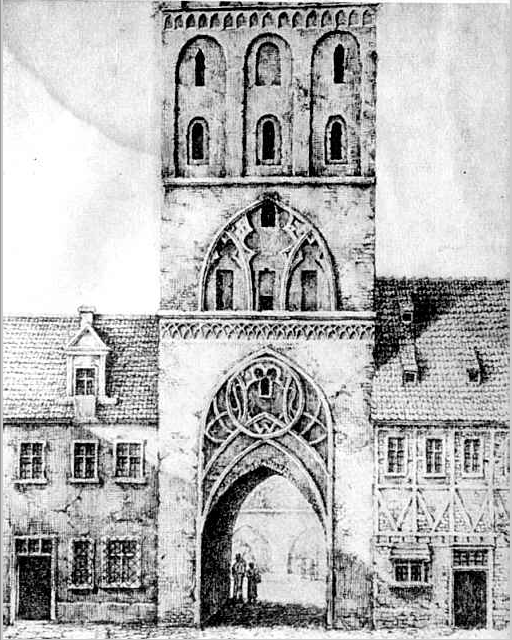
Das ehemalige Schweidnitzer Tor

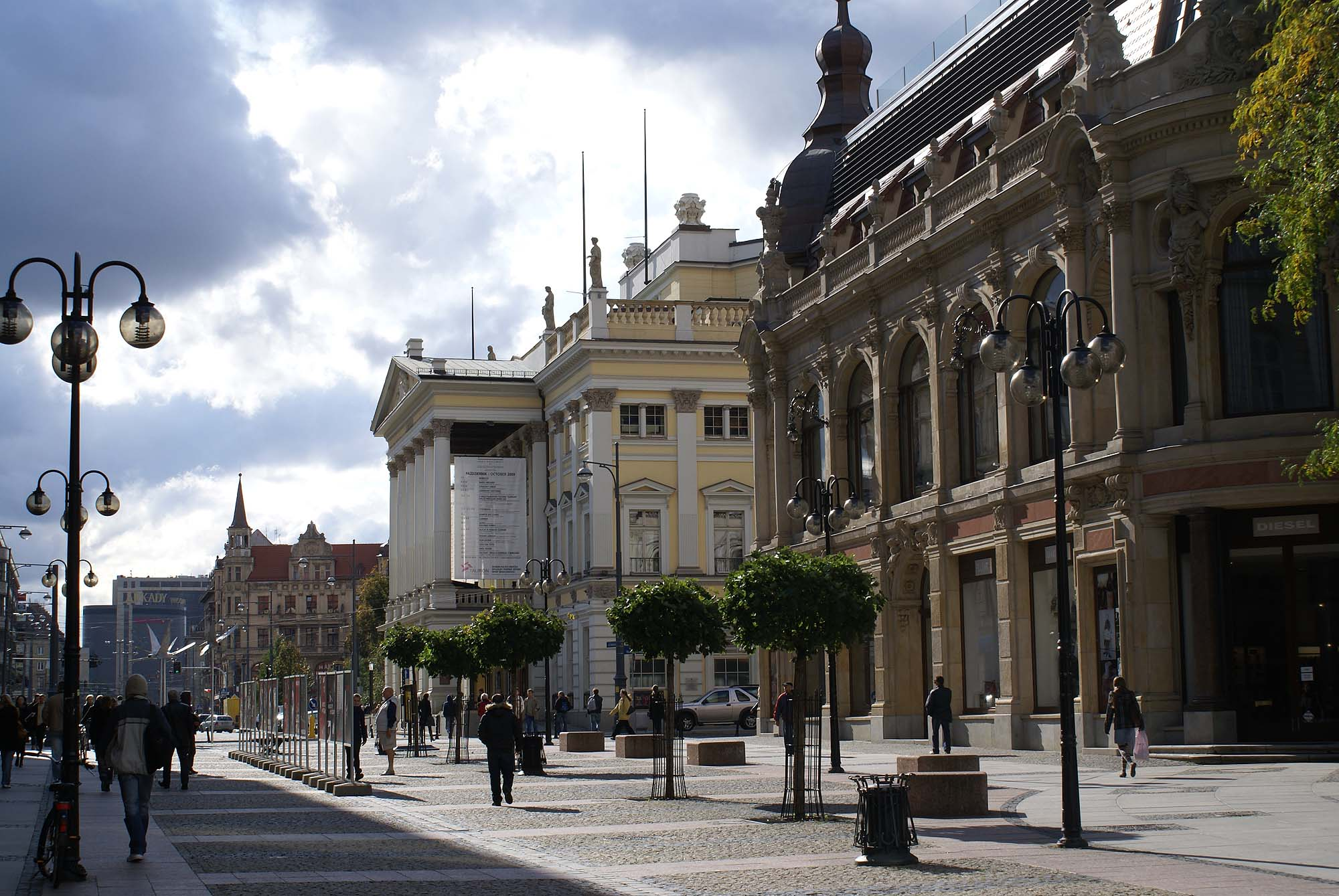
Blick in Richtung Süden mit der Oper und dem Hotel Monopol

### Entwicklung bis zum Ende des 19. Jahrhunderts
Die während der mittelalterlichen Stadtgründung entstandene Straße gehört zum orthogonalen Straßenraster der Breslauer Altstadt. Bereits 1303 wurde die Straße als platea swidnicensis erwähnt und 1345 als swidnische gassin. Später wurde die Straße Schweidnitzer Gasse und schließlich Schweidnitzer Straße benannt, da sie in Richtung Schweidnitz (Świdnica) führt.
Nach der Schleifung der Wallanlagen ab 1807 wurde die Straße ca. 1820 nach Süden als Neue Schweidnitzer Straße verlängert. Seit Mitte des 19. Jahrhunderts sind entlang der Schweidnitzer Straße das Stadttheater, zahlreiche Hotels (wovon allerdings nur zwei bis heute verblieben sind) und ab Ende des 19. Jahrhunderts Waren- und Geschäftshäuser entstanden. Die letzten Bürgerhäuser der Spätgotik und auch zahlreiche Renaissancehäuser sind neuen Geschäfts- und Mietwohnbauten gewichen. So musste beispielsweise ein gotisches Bürgerhaus der Erweiterung des Stadtpalais von Heinrich von Korn weichen.
Im Jahr 1877 durchzog die zweite Breslauer Pferdestraßenbahnlinie den gesamten Verlauf der Straße – 1901 wurde die Straßenbahn elektrisch. Das Gelände des ehemaligen Schweidnitzer Stadttores nahm 1896 das Breslauer Kaiser-Wilhelm-Denkmals ein.

### Hauptgeschäftsstraße der Stadt

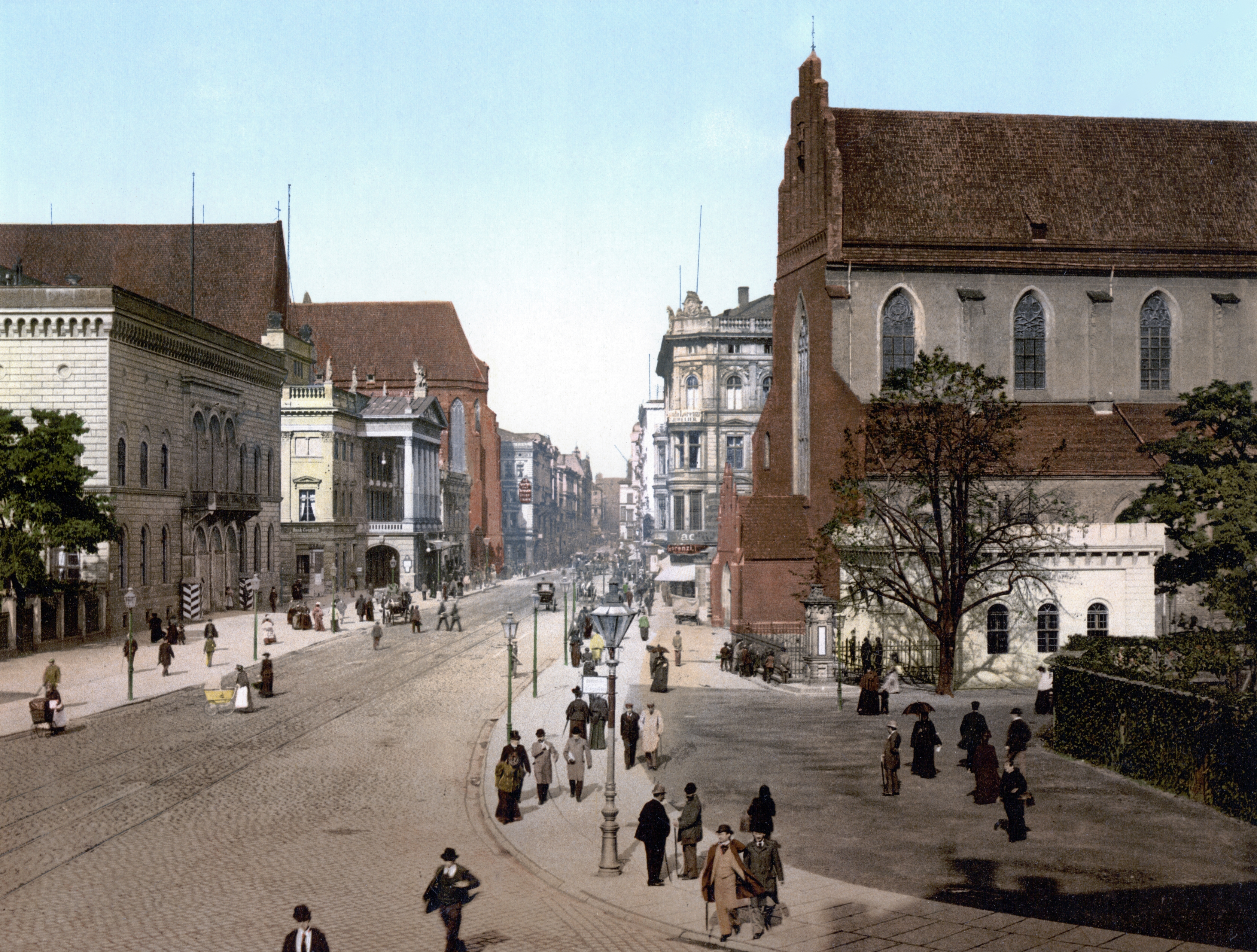
Die Schweidnitzer Straße um 1900

Am Anfang des 20. Jahrhunderts war die Schweidnitzer Straße die Hauptgeschäftsstraße der Stadt. Vor dem Zweiten Weltkrieg galt sie als die eleganteste Straße der Innenstadt und hieß salopp-liebevoll Schwo, beliebt waren die Cafés Torwache und Huthmacher. Um 1930 entstanden an der Straße drei Warenhäuser der Klassischen Moderne (Bielschowsky, Wertheim und Wilhelm Knittel), ein viertes (Leonhard Tietz nach den Plänen von Hans Poelzig) blieb aufgrund der Weltwirtschaftskrise unausgeführt. Nach 1933 kamen keine weiteren Geschäftsgebäude hinzu. Ende der 1930er Jahre mussten im Zuge der Arisierung die jüdischen Eigentümer ihre Warenhäuser in der Schweidnitzer Straße zu einem Bruchteil des tatsächlichen Wertes verkaufen. Die meisten der auf diese Weise enteigneten Gebäude waren zu Büro- oder Produktionsbauten umfunktioniert worden, wobei die Geschäftsflächen nur im Erdgeschoss erhalten blieben.
In den letzten Tagen der Schlacht um Breslau fielen zahlreiche vor allem gründerzeitliche und ältere Wohnhäuser mit hölzernen Dachstühlen und Decken den Straßenkämpfen zum Opfer, während die Geschäftsbauten mit ummantelten Stahlkonstruktionen oder aus Stahlbeton sie – zumindest als Rohbauten – gut überstanden.

### Entwicklung nach dem Zweiten Weltkrieg bis heute

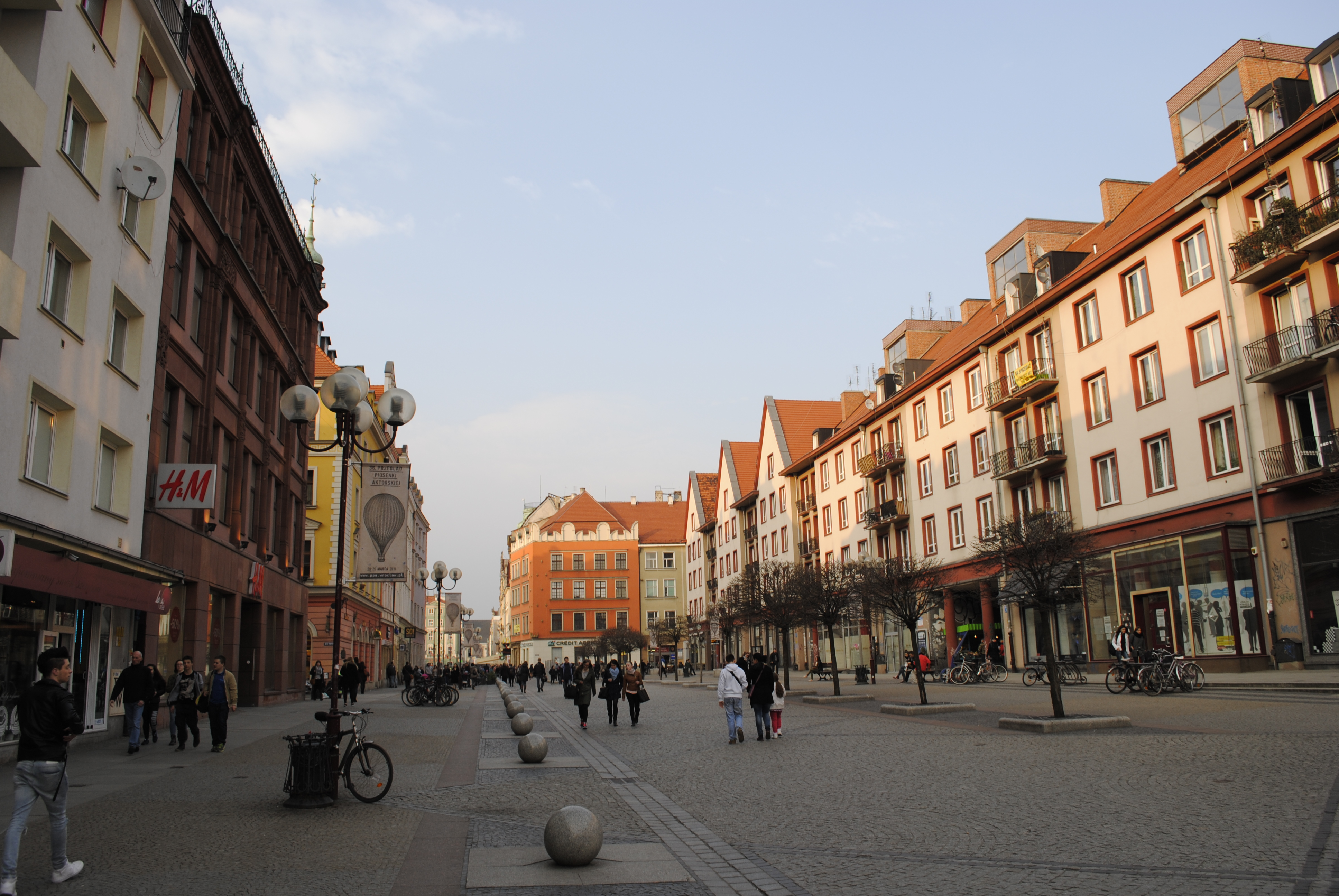
Die Nordseite der Straße mit Wohnhäusern aus den 1950er Jahren (rechts)

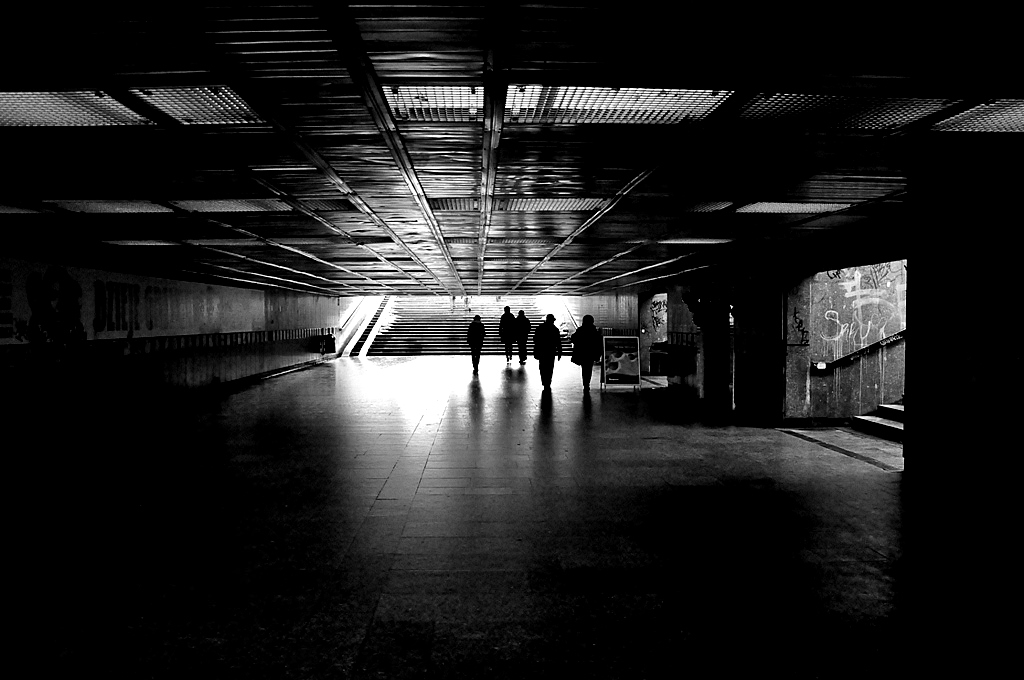
Die in den 1970er Jahren entstandene Fußgängerunterführung

Nach dem Krieg wurde der Name der Schweidnitzer Straße in ulica Świdnicka wortgetreu übersetzt, der südliche Abschnitt (Neue Schweidnitzer Straße) wurde zur ulica Aleksandra Fredry (Aleksander-Fredro-Straße). Das Kaiser-Wilhelm-Denkmal verschwand im Oktober 1945 im Zuge eines festlichen Aktes der Entdeutschung Breslaus. Zu Ehren der Schlacht von Stalingrad erhielt der ganze Straßenverlauf 1951 den Namen ulica Stalingradzka, wobei die historische Grundstücksnummerierung für die beiden Straßenabschnitte vereinheitlicht wurde. Infolge der Entstalinisierung bekam die Straße 1956 ihren Namen ulica Świdnicka zurück.
In den 1960er Jahren wurde die Straßenbahn aus dem Abschnitt nördlich des Zwingerplatzes (heute plac Teatralny) herausgenommen und die Straßenbahnlinien in den parallel verlaufenden Straßenzug Siehdichfür/Schuhbrücke verlegt. In den 1970er Jahren wurde die Schweidnitzer Straße durch die Ost-West-Straße im Verlauf des ehemaligen Inneren Stadtgrabens durchtrennt. Eine Fußgängerunterführung verbindet seitdem die beiden Straßenabschnitte – wegen der unergonomisch gestalteten Treppenstufen ist sie als schody śmiesznych kroków (oder sinngemäß übersetzt Treppe der seltsamen Schritte oder Treppe der albernen Gänge) bekannt. Die Treppe wurde zudem als Ort der politischen Proteste der Orangen Alternative der 1980er Jahre berühmt. Daran erinnert heute ein Zwergendenkmal am Nordeingang der Unterführung (ein oranger Zwerg war das Symbol der Orangen Alternative). Die Grundstücke einiger ausgebrannter Häuser sind in den 1990er Jahren bebaut worden. Weiterhin unbebaut liegen das Grundstück südlich des Opernhauses, wo bis 1945 die Generalkommandantur stand sowie das Grundstück an der Südostecke der Kreuzung mit der ulica Marszałka Józefa Piłsudskiego. Die nördlichen Abschnitte zwischen dem Großen Ring und dem Zwingerplatz wurden 1997 bis 2004 in eine Fußgängerzone umgewandelt. Einige historische Warenhäuser wurden wieder zu solchen umgebaut, wobei keine Restitution des Eigentums stattfand.
Die Straße ist heutzutage eine Großstadtstraße mit gemischter Funktion – sie dient sowohl dem Einzelhandel als auch der Kultur. Zwei große ehemalige Klosterkirchen, die im mittleren Abschnitt der Straße örtliche Dominanten darstellen, gelten als besonders interessant in ihrem Kontext.

## Straßenverlauf und wichtige Bauwerke
Die Straße verläuft annähernd in der Richtung Nord-Süd und weist eine Gesamtlänge von ca. 1050 m auf. Sie teilt sich hinsichtlich ihrer Entstehungsgeschichten sowie der gegenwärtigen Raumformen in drei Abschnitte, wobei der Innere und Äußere Stadtgraben bzw. die entsprechenden ehemaligen Stadttore die Grenzen markieren.

### Nordabschnitt

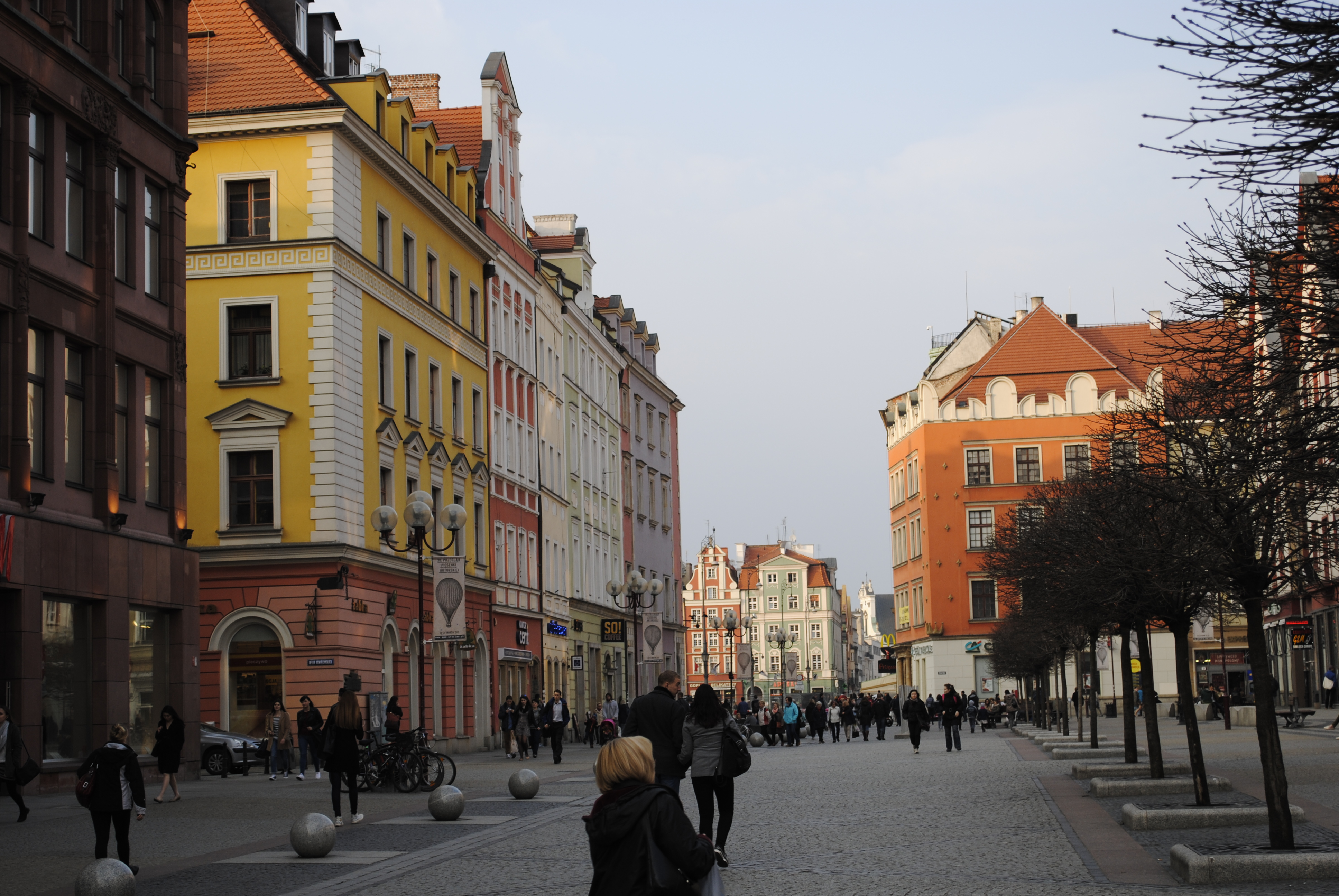
Der nördliche Abschnitt der Straße in Richtung Norden

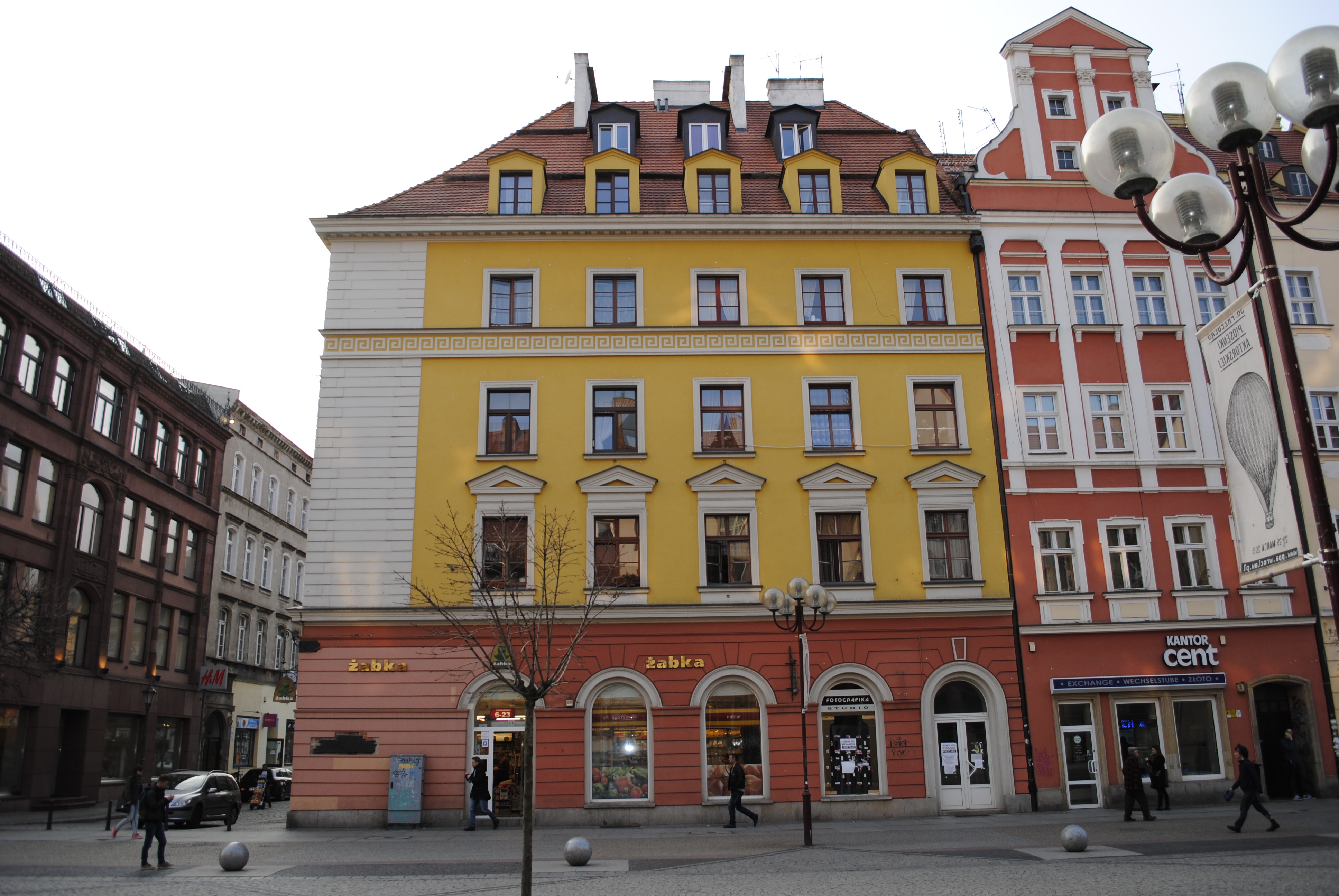
Das Wohnhaus Ulica Świdnicka 5

In früher Neuzeit als Innere oder Innerste, im 18. Jahrhundert Große Schweidnitzer Straße bezeichnet, führt der Nordabschnitt vom Großen Ring zum ehemaligen inneren Stadtgraben (Schwarzen Ohle) und zum Inneren Schweidnitzer Tor (heutzutage Fußgängerunterführung der Ost-West-Straße). Dieser ursprünglich sehr schmale Straßenabschnitt wurde nach dem Zweiten Weltkrieg erheblich verbreitert, die östliche Straßenflucht wurde um etwa 20 Meter verschoben und ist seit 1997 Fußgängerzone.
- Warenhaus Goldener Becher (Nr. 1, Ecke Ring Nr. 28), Eklektizismus, Architekt Karl Grosser, 1900. Nach dem Krieg wurde das ausgebrannte Gebäude erheblich umgebaut, indem der Erker beseitigt, das 4. Obergeschoss abgetragen und in die Eckpartie ein Arkadengang eingebaut wurde. Seitdem befindet sich im Erdgeschoss des Hauses ein Postamt.
- Wohngebäude (Nr. 3 und 5), Nachkriegsbauten von 1955–1957 angelehnt an historische Vorbilder der Renaissance
- Warenhaus Paul Schottländer (Nr. 7, vor dem Krieg Nr. 5, an der Ecke zur Junkernstraße, heute Hennes & Mauritz, zwischenzeitlich Merkury), Historismus, 1897, Architekt Karl Grosser; Fassadenverkleidung aus buntem Sandstein, ursprüngliche große Verglasungen im Zuge einer Zwischennutzung verkleinert.
- Geschäftshaus Wilhelm Knittel (Nr. 13 / Vorkriegs-Nr. 8b, an der Ecke zur ul. Kazimierza Wielkiego (Ost-West-Straße)), Moderne, 1929, Architekt Max Strassburg; bis Ende des 19. Jahrhunderts stand hier der städtische Marstall, bereits 1346 erwähnt
- Wohn- und Geschäftshaus von ca. 1956 (Nr. 2–8, die gesamte Ostseite dieses Straßenabschnitts), Architekten W. Czerechowski, Anna und Jerzy Tarnawski, Ryszard Natusiewicz, Ryszard Jędrak; gemäßigt modern, in Anlehnung an benachbarte historische Bauformen des Großen Ringes mit Schrägdach und betonten Dreiecksgiebeln, gleichzeitig mit nahezu vollständig verglaster Fassade der Geschäfte im Erdgeschoss und den auf der Überbrückung der kreuzenden ulica Ofiar Oświęcimskich (früher Junkernstraße) angedeutenden Pilotis. Wegen des gegen Süden abschüssigen Geländes wurde das Gebäude auf eine Art Krepis gestellt.
- Denkmal der Orangen Alternative, 2001, Bildhauer Olaf Brzeski. Das Denkmal aus Bronze stellt einen auf der übergroßen Fingerspitze stehenden Zwerg dar.

### Mittelabschnitt

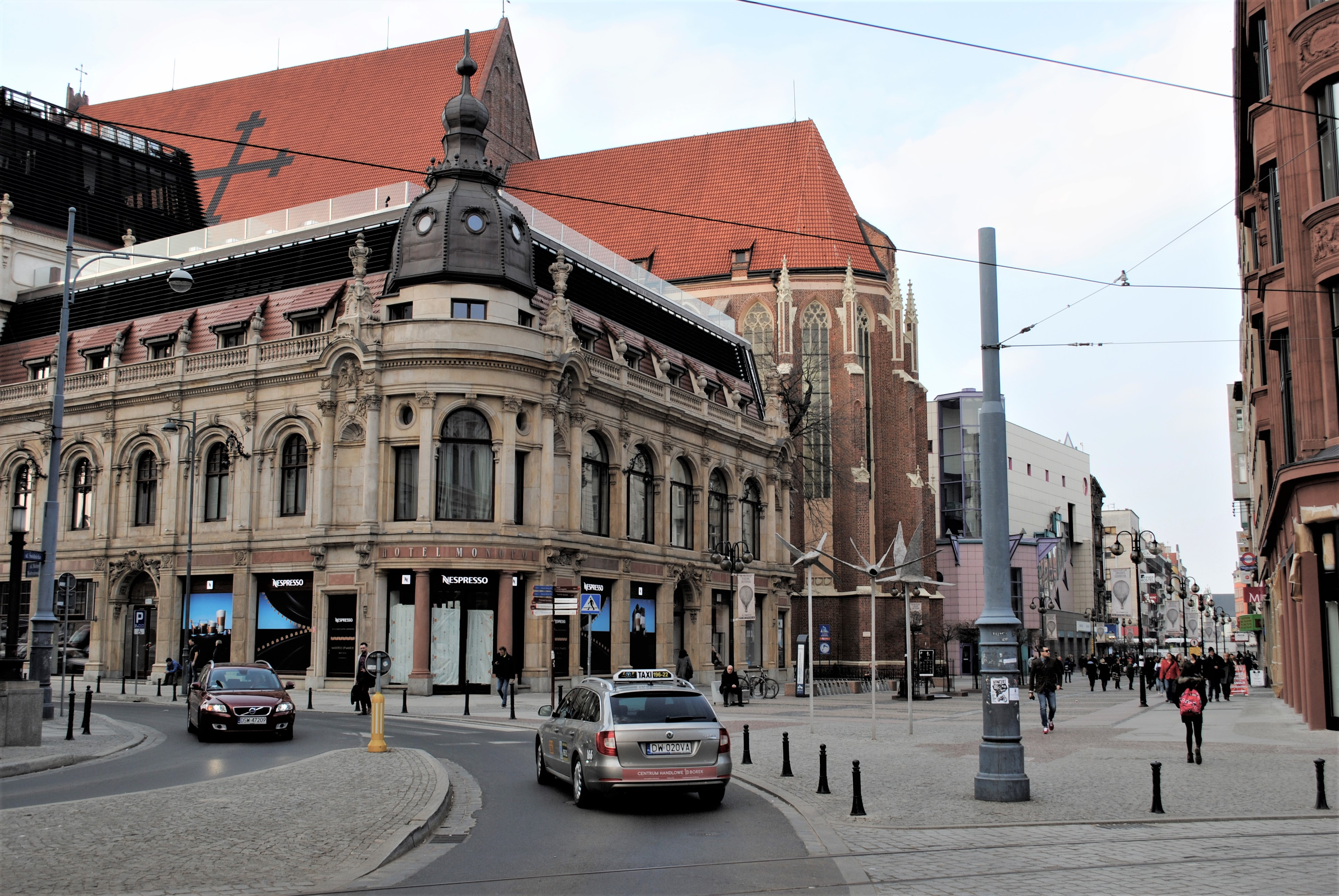
Der Mittelabschnitt mit dem Hotel Monopol, der Kirche St. Dorothea, Wenzel und Stanislaus und dem dahinterliegenden Warenhaus Solpol

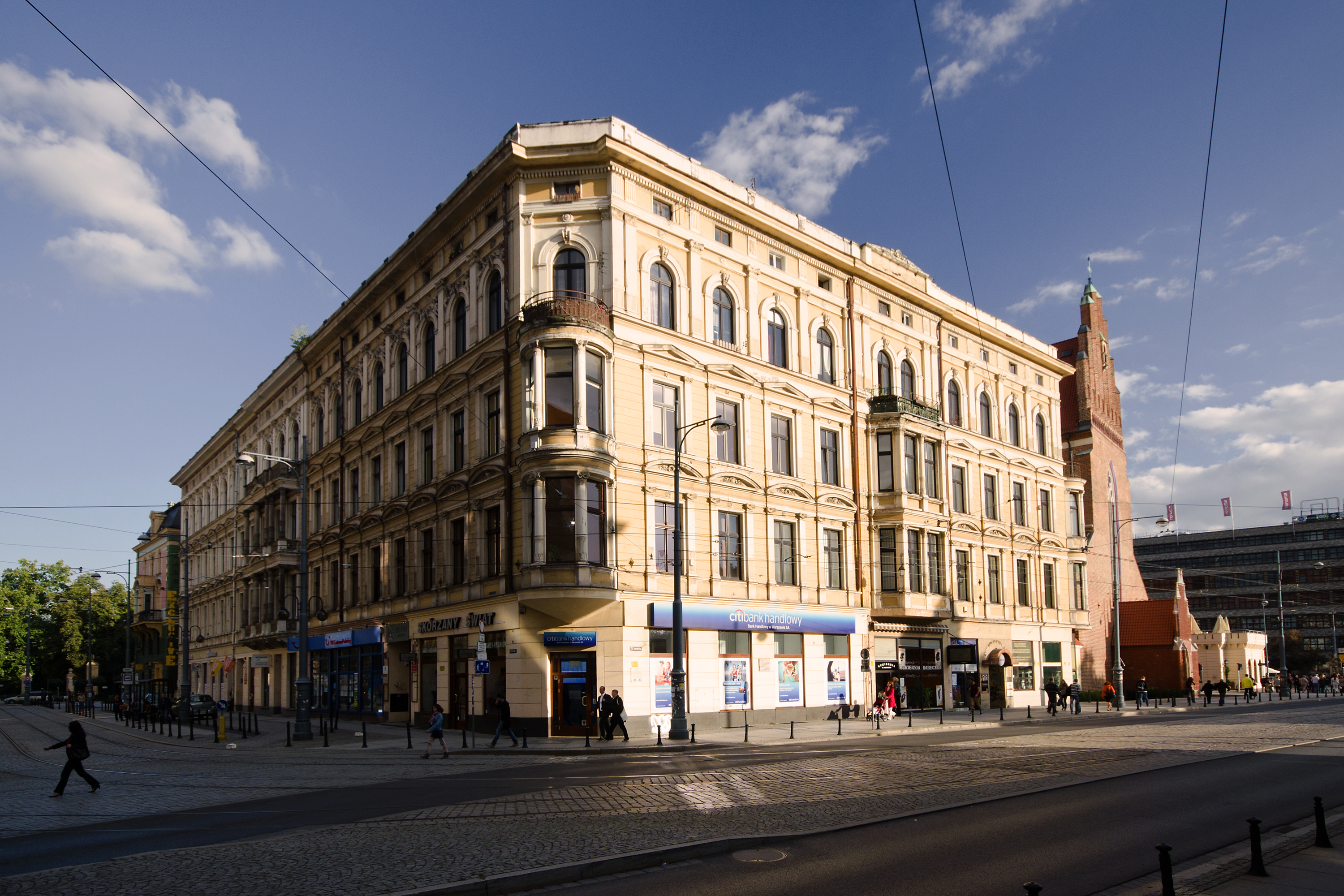
Zinspalais Sachs

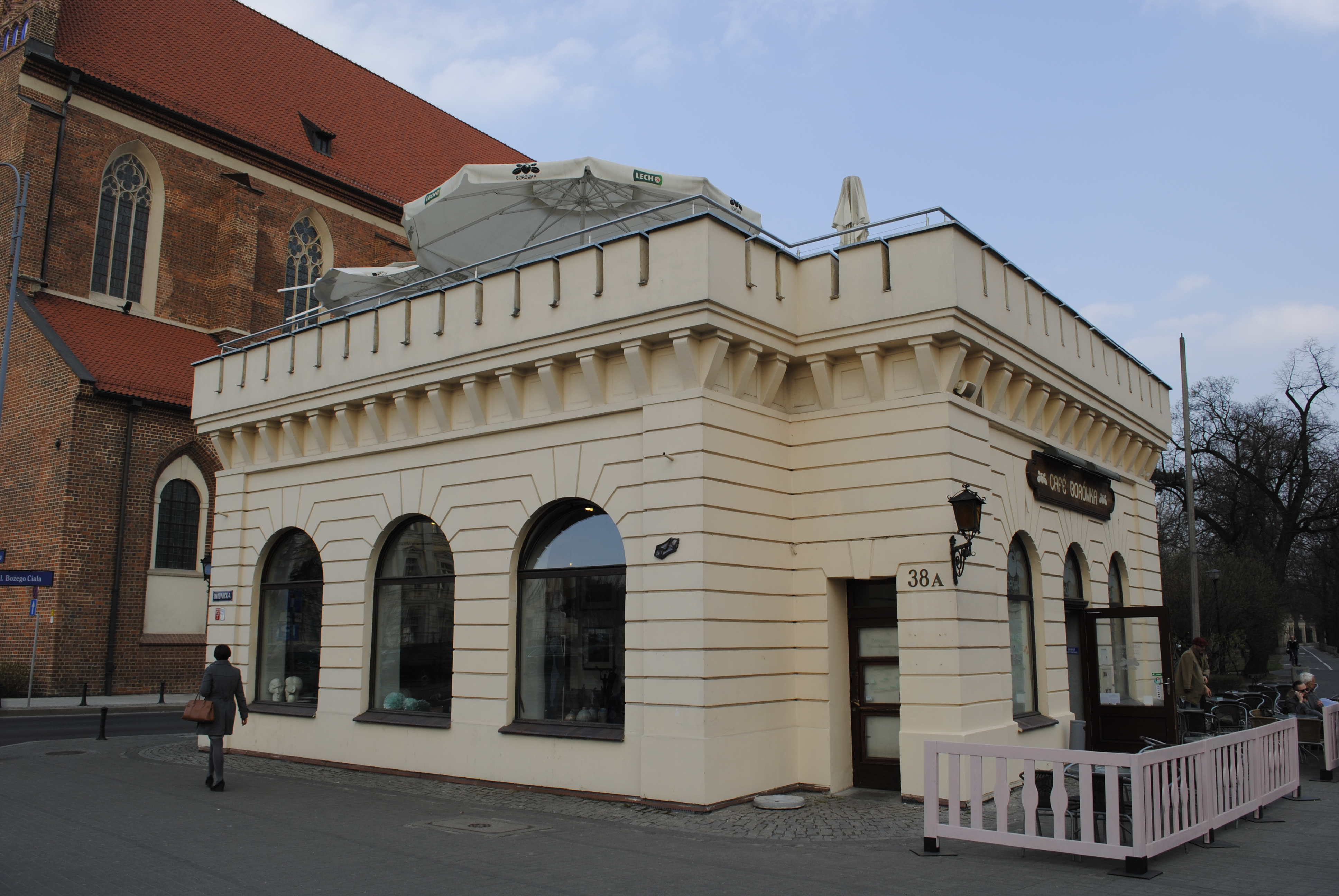
Die alte Hauptwache

Bis zum äußeren Schweidnitzer Tor und äußeren Stadtgraben führt die Straße durch das wahrscheinlich bereits 1261 eingemeindete Gelände. Dieser Abschnitt ist von der Nutzung und Gestaltung her sehr inhomogen. Bis Theaterplatz wurde die Straße in eine Fußgängerzone umgewandelt; südlich vom Theaterplatz, wo sich die gleichnamige Straßenbahnhaltestelle befindet, liegen in der Straßenmitte zwei Straßenbahngleise, wobei nur das Gleis Richtung Norden im regulären Betrieb befahren wird.
- Warenhaus M. Gerstel (Nr. 17–19, vor dem Krieg 10/11, heute Raport), Jugendstil, 1905–1912, Architekt Alvin Wedemann
- Warenhaus Solpol 2 (Nr. 18–20), postmoderne Architektur, 1999, Architekt Wojciech Jarząbek
- Warenhaus Solpol (1) (Nr. 21–23), postmoderne Architektur, 1993, Architekt Wojciech Jarząbek
- Kirche St. Dorothea, Wenzel und Stanislaus – gotisch, 1351–1381, Stiftung des Kaisers Karl IV., Baumeister u. a. Peter oder Paul Parler. Sie war bis zur Reformation 1534 eine Augustinerklosterkirche, dann wurde sie vorübergehend als Speicher genutzt und ab 1615 als Klosterkirche der Franziskaner. Seit der Säkularisation 1810 ist sie eine Pfarrkirche. Die dreischiffige Halle ist geostet und mit einem einschiffigen, polygonal abgeschlossenen Presbyterium mit massiven Strebepfeilern zur Schweidnitzer Straße gerichtet. Obwohl die Kirche im Straßenraum als Dominante präsent ist, liegt der Eingang im westlichen Joch, d. h. am gegenüberliegenden Gebäudeende.
- Kammertheater (Teatr Kameralny, 1912 mit späteren Umbauten, eine Bühne des Polnischen Theaters, Nr. 28 im Hinterhaus, vor dem Krieg 31; als Kammer-Lichtspiele erbaut, wurde es 1949 als Niederschlesisches Jüdisches Theater wiederaufgebaut, jedoch ab 1950 bis 1955 schrittweise mit dem Polnischen Theater verschmolzen)
- Installation Ptaki (Vögel), 2010, Künstlerin Magdalena Abakanowicz
- Warenhaus und Hotel Monopol (Nr. 33, vor dem Krieg 20/21), Neubarock, 1891–1892 bzw. 1899, Architekt Karl Grosser. Der Eckturm wurde im Krieg zerstört und erst 2011 rekonstruiert.
- Büro- und Geschäftshaus für Julius Schottländer (Nr. 34, vor dem Krieg 28, Nordostecke zum Theaterplatz, ursprünglich mit Café Palais im 1. Obergeschoss), stilistisch mit Anklängen an Jugendstil und frühe Moderne (vergleichbar mit der Wiener Architektur dieser Zeit), Tragwerk als Stahlbetonrahmen mit 9,60 m Spannweite, plastischer Schmuck von Bildhauer Richard Schipke, 1909–1911, Architekten Richard und Paul Ehrlich[2]
- Breslauer Oper (Nr. 35), Klassizismus, 1841, Architekt Carl Ferdinand Langhans, später nach Bränden von Carl Johann Lüdecke und Karl Schmidt umgebaut; gegenüber der Oper mündet plac Teatralny (Theaterplatz, ehemals Zwingerplatz)
- Zinspalais Sachs (Nr. 36, Ecke plac Teatralny 1 und 2), Neurenaissance, 1870–1873, Architekt Karl Schmidt. Das für Moritz und Leopold Sachs erbaute viergeschossige Haus besteht aus zwei Bauteilen mit einheitlicher Fassade, die durch drei Erker gegliedert ist und hatte ursprünglich sieben Treppenhäuser. Es galt als das größte Breslauer Mietshaus der späten Gründerzeit. Heute ist es ein Institutsgebäude der Universität Breslau.
- Corpus-Christi-Kirche (ulica Bożego Ciała Nr. 1, Ecke Schweidnitzer Straße bei Nr. 36) – gotisch, begonnen 1351, von 1447 fertiggestellt, neugotischer Vorzeichen 1875 angebaut; ehemalige Johanniterkirche, dreischiffige, fünfjochige Basilika mit hohem gemauerten Westgiebel
- ehemalige Wache (Nr. 38), Neurenaissance, im 19. Jahrhundert aus älterem Bau umgebaut
- König-Bolesław-Denkmal, 2007, Bildhauerin Dorota Korzeniewska, ein modernes Reiterstandbild; an gleicher Stelle stand bis 1945 das 1896 erbaute Kaiser-Wilhelm-I.-Denkmal

### Südabschnitt

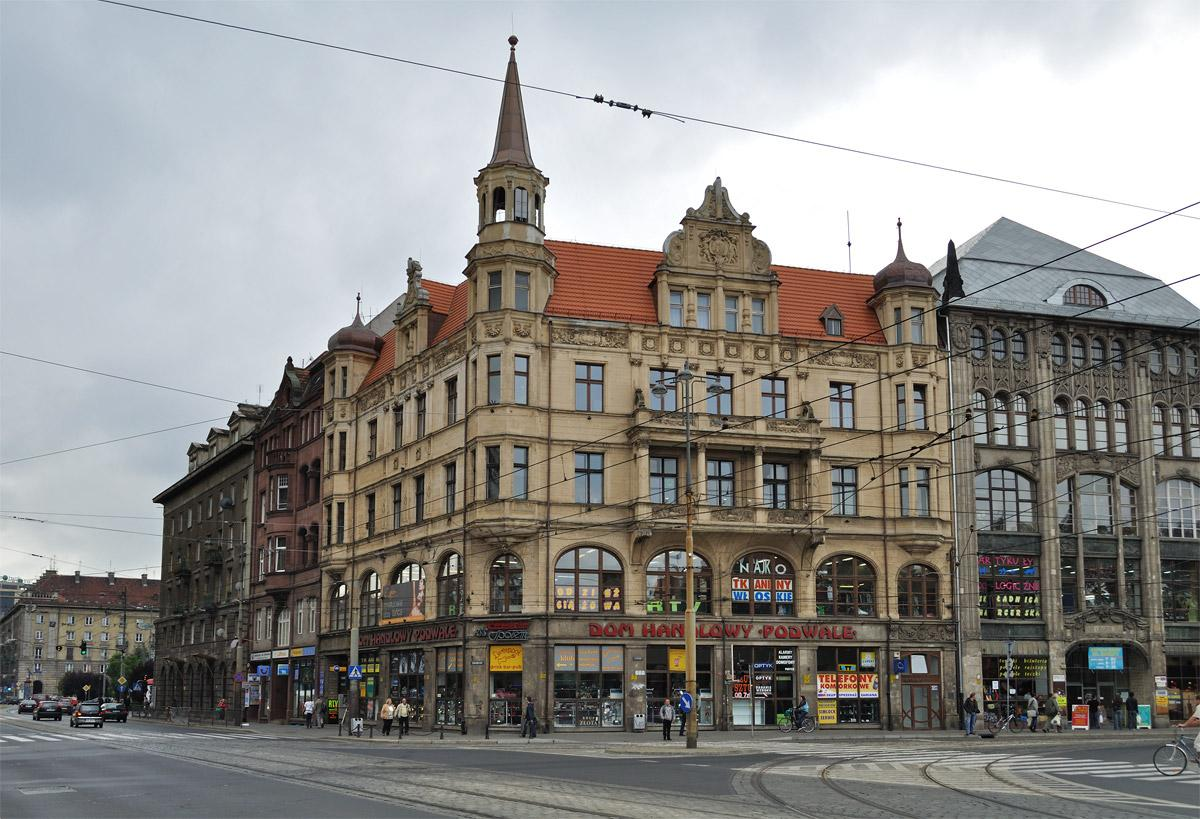
Das ehemalige Warenhaus Martin Schneider, heute Warenhaus Podwale

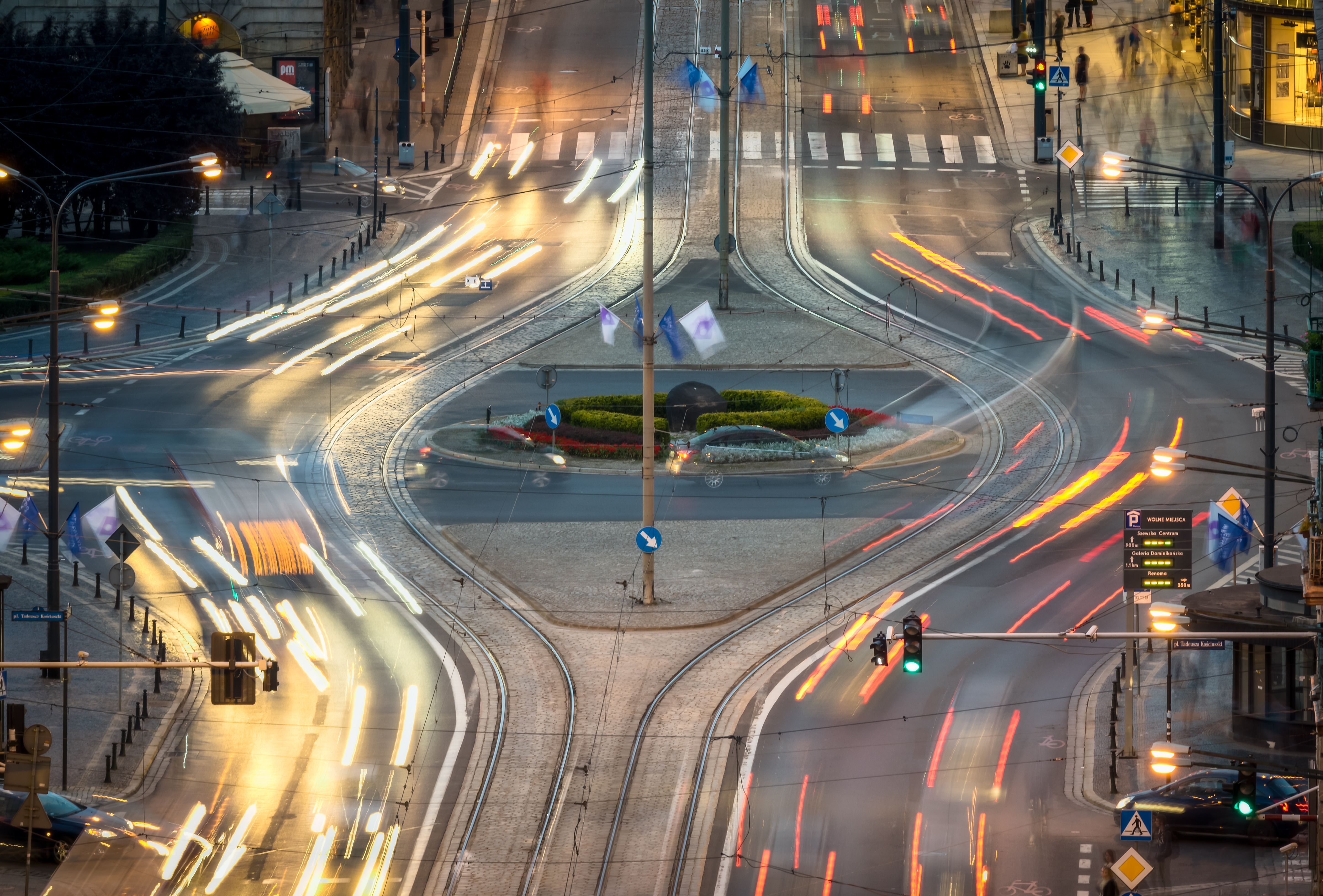
Plac Tadeusza Kościuszki

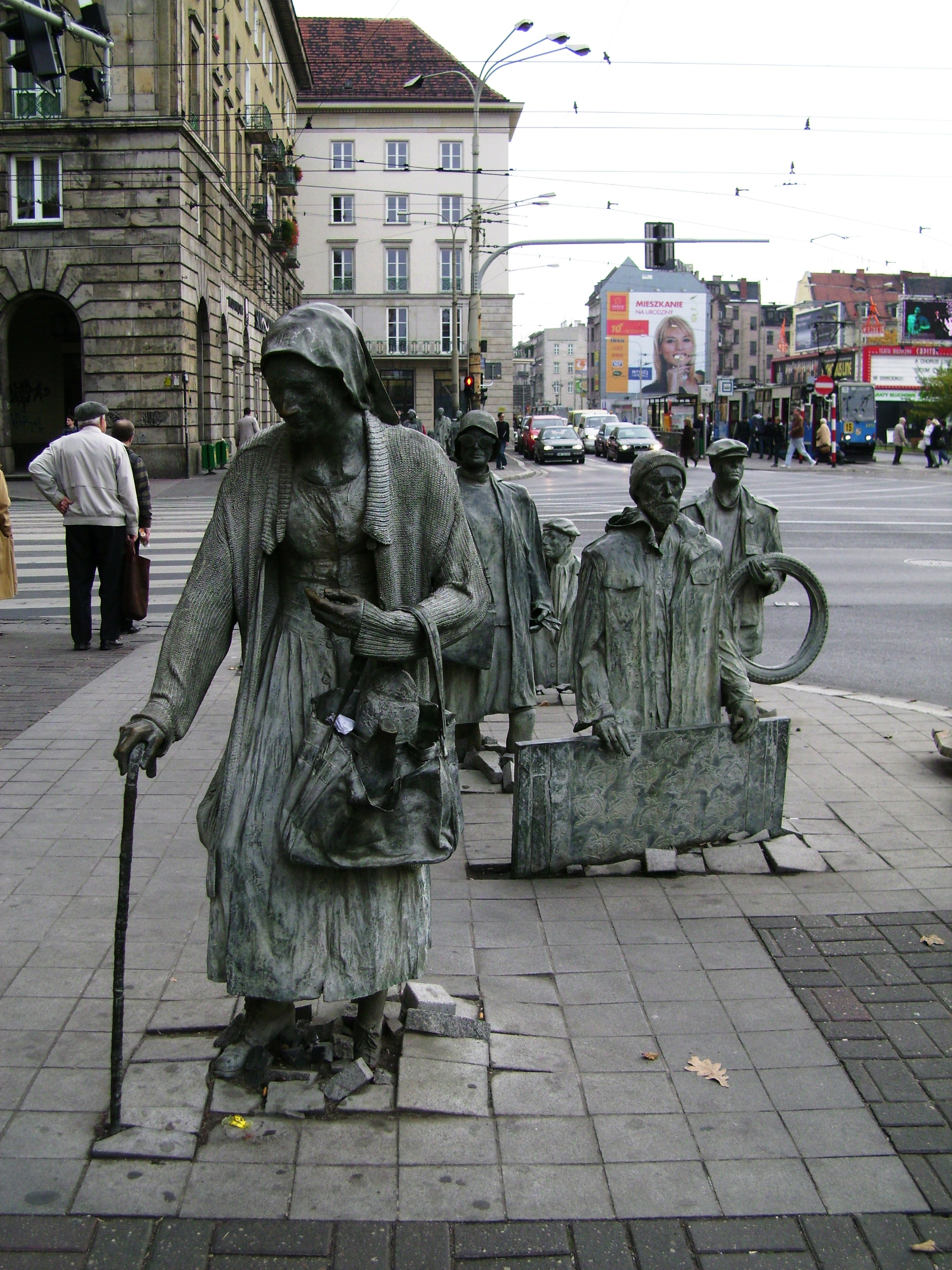
Installation Przejście

Nach der französischen Eroberung Breslaus 1806 ließ der französische Militärkommandant die Stadtbefestigung schleifen. Ab 1810 gestaltete der Magistrat die Vorstädte um. In diesem Zuge wurde die Schweidnitzer Straße Richtung Süden verlängert, indem ein früherer Feldweg begradigt wurde. Zuerst war der in den 1820er Jahren vom Stadtgraben bis zur damaligen Stadtgrenze bzw. dem heutigen Stadtbahnviadukt angelegte Abschnitt als Neue Schweidnitzer Straße bekannt, nach dem Krieg für kurze Zeit als Aleksander-Fredro-Straße bezeichnet. An der Kreuzung mit der Marschall-J.-Piłsudski-Straße gibt es den einzigen Knick im Verlauf der Schweidnitzer Straße, die sich hier an die Ausfallrichtung der früheren Landstraße nach Schweidnitz anpasst.
- Warenhaus Martin Schneider (Nr. 37, vor dem Krieg Neue Schweidnitzer Straße Nr. 1, heute Warenhaus Podwale), Historismus, 1896, Erweiterungsbau Moderne, 1907/1908, Architekten Höniger & Sedelmeier Berlin; Ausführung (1908) Baugeschäft Simon & Halfpaap Ratsmaurermeister in Breslau nach gegebenem Entwurf.[3]

Das Gebäude wurde aus einem Wohnhaus, dessen Ursprünge in der 1. Hälfte des 19. Jahrhunderts liegen, 1896 umgebaut, wobei nur das Erd- und 1. Obergeschoss als Handelsfläche dienten. Eine Erweiterung entlang der Querstraße Podwale Nr. 37–38 (früher Schweidnitzer Stadtgraben Nr. 11, Standort des früheren Liebich’schen Garten- und Saal-Etablissements), diesmal mit vier Geschäftsetagen, erfuhr das Gebäude 1908.
- Warenhaus Wertheim (Nr. 40, heute Renoma), Neues Bauen, 1929, Architekt Hermann Dernburg. 1937 wurde das Haus von den Nationalsozialisten als jüdisches Eigentum enteignet und nach der Umbenennung auf AWAG behielt es als ein der wenigen Warenhäuser in Breslau seine Funktion. Im März 1945 brannte es nieder und wurde nach dem Krieg ab 1948 stufenweise als staatliches Warenhaus wieder eröffnet. Das in den 1990er Jahren privatisierte Gebäude wurde Anfang des 21. Jahrhunderts nach dem Entwurf von Zbigniew Maćków grundlegend saniert sowie zum plac Czysty (vormals Salvatorplatz) an der der Schweidnitzer Straße abgewandter Seite erweitert.
- Plac Tadeusza Kościuszki (dt. Tadeusz-Kościuszko-Platz, früher Tauentzienplatz), nach dem Abriss der Stadtbefestigung nach 1807 angelegt, quadratisch mit der Seitenlänge von 150 Metern mit vier Straßen, die in den Seitenmitten münden (südlich und nördlich die Schweidnitzer Straße, westlich und östlich die ulica Tadeusza Kościuszki, ehemals Tauentzienstraße). Die Inspiration für die Platzgestaltung war der französische Städtebau des Klassizismus. Bis Ende des Zweiten Weltkrieges beherrschte das Grabdenkmal Friedrich Bogislav von Tauentziens die Platzmitte, jetzt befindet sich dort ein Gedenkstein für die Kämpfer für Freiheit und Unabhängigkeit.
- Wohnbauten-Ensemble Kościuszko-Wohnviertel (Kościuszkowska Dzielnica Mieszkaniowa, kürzer KDM oder salopp Arkaden), sozialistischer Realismus der 1950er Jahre (1952–1956), gebaut als Ersatz für die kriegszerstörten Miethäuser, Architekt Roman Tunikowski; im Abschnitt südlich des plac Tadeusza Kościuszki wird die Straße beidseitig durch zwei Geschosse hohe Laubengänge, bekannt als Arkady gesäumt.
- Installation Przejście (Passage oder Übergang) an der Kreuzung mit der Marschall-J.-Piłsudski-Straße, 2005, Künstler Jerzy Kalina

An der Bahnüberführung geht die ulica Świdnicka in die ulica Powstańców Śląskich (vormals Straße der SA, davor Kaiser-Wilhelm-Straße und noch früher Kleinburger Chaussee) über.